# 九招十二式
九招十二式是香港坊間對香港政府於2010年推出加強規管地產發展商售賣一手住宅樓宇的多項政策之統稱。這些政策於2010年4月21日對外公佈，並於同年6月1日正式全面施行。當中的「九招」（又稱「曾九招」）是指由時任財政司司長曾俊華提出的9項收緊一手住宅樓宇銷售的措施，而「十二式」則指由時任運輸及房屋局局長鄭汝樺提出的12項規管示範單位的措施。

## 背景
2009年底至2010年初，香港樓市交投異常熾熱，當中更有名為天匯的新落成住宅以每平方呎7萬港元以上的高價成交（惟其後並未有完成交易）。同一時間，新落成住宅所提供的示範單位，接連接獲多宗貨不對辦的投訴。社會要求政府加強對地產發展商規管的聲音因而變得越來越大。

## 內容

### 規管一手住宅樓宇銷售的九項措施（九招）
時任財政司司長曾俊華於2010年4月21日，在香港立法會會議上就《2010年撥款條例草案》（即《2010年至2011年度香港政府財政預算案》）二讀辯論致辭時，提出了下列九項規管一手住宅樓宇銷售的措施：
1. 發展商在銷售所有未建成及已建成一手私人住宅物業時，均須遵守地產建設商會的售樓指引
2. 發展商在銷售現樓時，須在樓盤內提供實地單位供公眾參觀
3. 發展商須在公布5天內的成交資料時，同時披露當中涉及發展商的董事局成員以及其直系親屬的交易
4. 示範單位須符合一系列的規格要求，包括必須提供最少一個在間隔、裝修用料以及附送的設備上完全與交樓標準一致的示範單位
5. 首張價單須包括更多單位：
  - 小型發展項目（單位總數少於100個）須最少提供30個單位或可供出售的單位的30%，兩者以較高者為準
  - 大型發展項目（單位總數達100個或以上）則須最少提供50個單位或可供出售的單位的50%，兩者以較高者為準
6. 把目前只須於開售前24小時向公眾提供售樓說明書的要求，提高至開售前7天
7. 發展商在出售任何數目的單位予任何人士時，必須於3天前公布有關價單
8. 樓盤的宣傳物品須清晰地提供有關樓盤座落的地點及地址的資料
9. 發展商須同步在其網頁內上載售樓說明書及所有價單

### 規管示範單位的十二項措施（十二式）
在當局公佈以上「九招」後，現任運輸及房屋局局長鄭汝樺於同一日亦公佈了下列十二項規管示範單位的措施：
1. 示範單位的面積跟交樓標準要一致
2. 要展示示範單位的樓層及平面圖
3. 示範單位圍繞牆需為真實厚度
4. 至少要有一個交樓標準示範單位（香港俗稱「清水房」）
5. 經過改動的「化妝」示範單位，要展示改裝的實線及非結構牆的厚度
6. 示範單位內的窗台、工作平台、露台需如實展示
7. 示範單位要有實際樓底高度的天花板，天花板若矮過實樓，要表明實樓樓底高度
8. 示範單位要有大門，無提供房門亦要提供門框，及要實線展示房門厚度
9. 示範單位要展示交樓時的建築材料、設備
10. 示範單位要列明哪些是展示、哪些是交樓時交付予買家的物品，如電器品牌
11. 示範單位要有由發展商向地產建設商會認可人士簽發的證書
12. 容許參觀示範單位人士度尺